# Куртизанка
Куртизанка (фр. courtisane, італ. cortigiana, спочатку «придворна») — термін, що вживався щодо повії, що працювала у вищих сферах суспільства, починаючи з епохи Відродження до початку XX століття.

## Термін
Для періоду античності прийнято використовувати термін «гетера». Також слід відрізняти куртизанок від утриманок та королівських фавориток. Класичними є венеційські та римські куртизанки XV — XVI століть. Друга хвиля припадає на XIX століття, який славився найкращими дамами півсвіту, які зазвичай також були актрисами або співачками.
Термін «куртизанка» часто використовувався з метою зіпсувати репутацію жінки, тому слід пам'ятати, що не всі дами, які називалися сучасниками цією назвою, були продажними жінками.

## Категорії
Куртизанки ділилися на дві основні категорії.
До першої належали так звані «чесні» куртизанки — італ. cortigiane  «oneste». До другої належали куртизанки нижчого класу — італ. cortigiane «di lume». Куртизанки другої категорії розцінювалася лише трохи вище від звичайних повій, тоді як куртизанок вищої категорії часто оточував романтичний ореол мало не нарівні з королівськими фаворитками.
Основна характеристика «чесних куртизанок» — cortigiane oneste — полягала в тому, що вони перебували на утриманні одного або кількох багатих покровителів, зазвичай, вихідців з вищого стану. «Чесна» куртизанка мала свою певну незалежність, і володіла свободою пересування. Вона була навчена правилам хорошої поведінки, вміла вести застільну бесіду, а іноді була володаркою високої культури та літературного таланту. (У цьому плані cortigiane oneste — своєрідний італійський аналог гейші.)
У деяких випадках куртизанки мали пристойне походження та навіть були одружені, але їхні чоловіки перебували на нижчих щаблях соціальної драбини, ніж їхні покровителі. Не всі куртизанки займалися сексом зі своїми покровителями. Відомі випадки, коли ті мали при собі дівчат «на світський вихід» та брали їх для званих вечорів з собою.
Деякі найвідоміші куртизанки утримувались на державному кошті за те, що повідомляли зміст приватних розмов, які могли представляти інтерес для шантажу та інших цілей..

## Список знаменитих куртизанок
Це список деяких професійних куртизанок. Вони не королівські коханки , якщо професійна куртизанка також не була королівською коханкою.

Окремо від цього списку термін «куртизанка» використовувався в політичному контексті, щоб зашкодити репутації впливової жінки або принизити її важливість. Через це досі точаться історичні дебати щодо того, чи були певні жінки в історії куртизанками. Наприклад, титул застосовувався до візантійської імператриці Феодори , яка починала життя як еротична актриса, але згодом стала дружиною імператора Юстиніана , а після її смерті — православною святою . Термін також застосовувався до впливових жінок, включаючи Анну Болейн Умрао Джаан , Діану де Пуатьє , Матильду Кшесінську , Памели Гарріман, Єва Перон і Габріель «Коко» Шанель . Спроба визначити таких жінок як куртизанок мала на меті привернути увагу до певних передбачуваних якостей, амбіцій або поведінки, які вважаються куртизанськими. Через це слід перераховувати лише професійних куртизанок.

Графиня ді Кастільйоне, фотографія П'єра-Луї Пьерсона, близько 1863–1866

### Ренесансна Італія
- Вероніка Франко
- Туллія д'Арагона
- Діана ді Кордону
- Красуня Імперіа
- Lucrezia Squarcia
- Камілла Піза
- Ізабелла де Луна
- Ваноцца деї Каттані — (Можливо)

### XVII—XVIII століття
- Маріон Делорм
- Нінон де Ланкло
- Claudine Guérin de Tencin (Франція, 1682—1749)
- Кітті Фішер

### XIX століття
- Емільєна д'Алансон
- Бланш д'Антіньі
- Маргарита Белланже
- Марі Дюплессі
- Графиня ді Кастільйоне
- Берта де Кур'єр
- Лола Монтес
- Кароліна Отеро
- Паіва
- Кора Перл
- Ліана де Пужі
- Жанна де Турбе
- Херріетт Вілсон (Англія)
- Мата Харі (Німецька шпигунка)

- Сай Цзіньхуа (1872–1936), китайська куртизанка

### XX століття
- Маргеріт Алібер (1890-1971), французька куртизанка, коханка, але не офіційна королівська коханка принца Едуарда

### Відомі куртизанки в художній літературі
- Анжеліка Б'янка в п'єсі Афра Бен 1677 року "Ровер" .
- Б'янка в « Отелло » Вільяма Шекспіра вважається куртизанкою Кассіо.
- Б'янка, яка з'являється у фільмі Енн Райс «Вампір Арманд» , є куртизанкою.
- У фільмі Джона Кліленда « Фанні Хілл : або Мемуари жінки задоволення » Фанні перетворюється від бідної сільської дівчини-сироти до заможної вмілої куртизанки, яка зрештою знаходить своє єдине справжнє кохання та виходить заміж. Її історія розповідається від першої особи в кількох листах друзям, в яких докладно розповідається про її життя як куртизанки.
- У фільмі Сари Дюнан « У компанії куртизанки» Ф’амметта Б’янкіні, відома куртизанка Риму , та її гострий гном досягають успіху серед інтриг і таємниць Венеції епохи Відродження.
- У книзі «Велика та жахлива краса » Піппа звинувачує Фелісіті в тому, що мати була куртизанкою та дружиною, і вона втекла до Франції не лише для того, щоб керувати салоном, але й щоб бути зі своїм коханцем, французом.
- Інара Серра — супутниця Альянсу 26-го століття , позиція, натхненна куртизанками, у телесеріалі Джосса Відона «Світлячок» .
- Камала в «Сіддхартха » Германа Гессе .
- Комагата Юмі в манзі Rurouni Kenshin : Meiji Kenkaku Roumantan .
- La Dame aux Camélias — це роман французького письменника Олександра Дюма про куртизанку, який був перетворений в оперу «Травіата» італійського композитора Джузеппе Верді . У романі куртизанку звуть Маргеріт Готьє; в опері це Віолетта Валері. «Травіата» італійською мовою перекладається як «Нравливий».
- Лізандра в серії книг « Скляний престол» Сари Дж. Маас , мінлива куртизанка, яка прагне розплатитися з боргами та піклується про свою врятовану помічницю Еванджеліну.
- Мадам Габріель з Dora Levy Mossanen . Куртизанка: роман . Touchstone, 2005. ISBN  0-7432-4678-0
- Магда в « Рондіні » Пуччіні .
- Багато прикладів в індійській літературі та фільмах Боллівуду : Сахібджан у Pakeezah , Умрао Джаан в романі на урду Umrao Jaan Ada та його екранізаціях, Чандрамукі в Devdas .
- У фільмі Міри Наїр 1996 року «Камасутра: Історія кохання» розповідається про професію куртизанок в Індії 16-го сторіччя, де знялися Раса Деві ( Рекха ) та Майя ( Індіра Варма ).
- Нана в однойменному романі Еміля Золя 1880 року є куртизанкою.
- Одетта де Кресі з роману Марселя Пруста « У пошуках утраченого часу» — куртизанка французької Прекрасної епохи, вона здобула сумнозвісну репутацію завдяки скаканню з аристократами, художниками та буржуа обох статей.
- Паола та сестра Теодора були лідерами куртизанок Флоренції та Венеції (відповідно) у відеогрі Assassin's Creed II . У її продовженні, Assassin's Creed: Brotherhood , мадам Соларі показана лідером куртизанок у Римі. Куртизанки також забезпечують ігрову механіку в двох іграх, головний герой Еціо Аудіторе може найняти невеликі групи куртизанок, які можуть бути використані, щоб непомітно супроводжувати вбивцю та відволікати ворожих охоронців.
- Phèdre nó Delaunay , головна куртизанка Terre D'Ange у романах Жаклін Кері « Спадщина Кушіеля» .
- Сатін, яку грає Ніколь Кідман , актриса/куртизанка, яка закохується в безгрошового поета/письменника, якого грає Юен МакГрегор , у фільмі База Лурмана «Мулен Руж» 2001 року! .
- Шаїра, азарі «Дружина» із серії комп’ютерних ігор Mass Effect .
- Бродвейські п’єси, мюзикли та фільми, засновані на книзі « Джіджі» , розповідають про молоду парижанку, яку навчає на куртизанку її двоюрідна тітка, сама кар’єрна куртизанка на пенсії.
- Улла Вінблад у відомих віршах 18-го століття Карла Майкла Беллмана .
- Vasantasena , нагарвадху в давньоіндійській санскритській п'єсі Mṛcchakatika Шудраки .
- Вітторія Коромбона у п'єсі Джона Вебстера «Білий диявол» . В альтернативній назві п’єси вона описана як «знаменита венеційка Кертізан».

## Куртизанки в словесності, опері і кіно

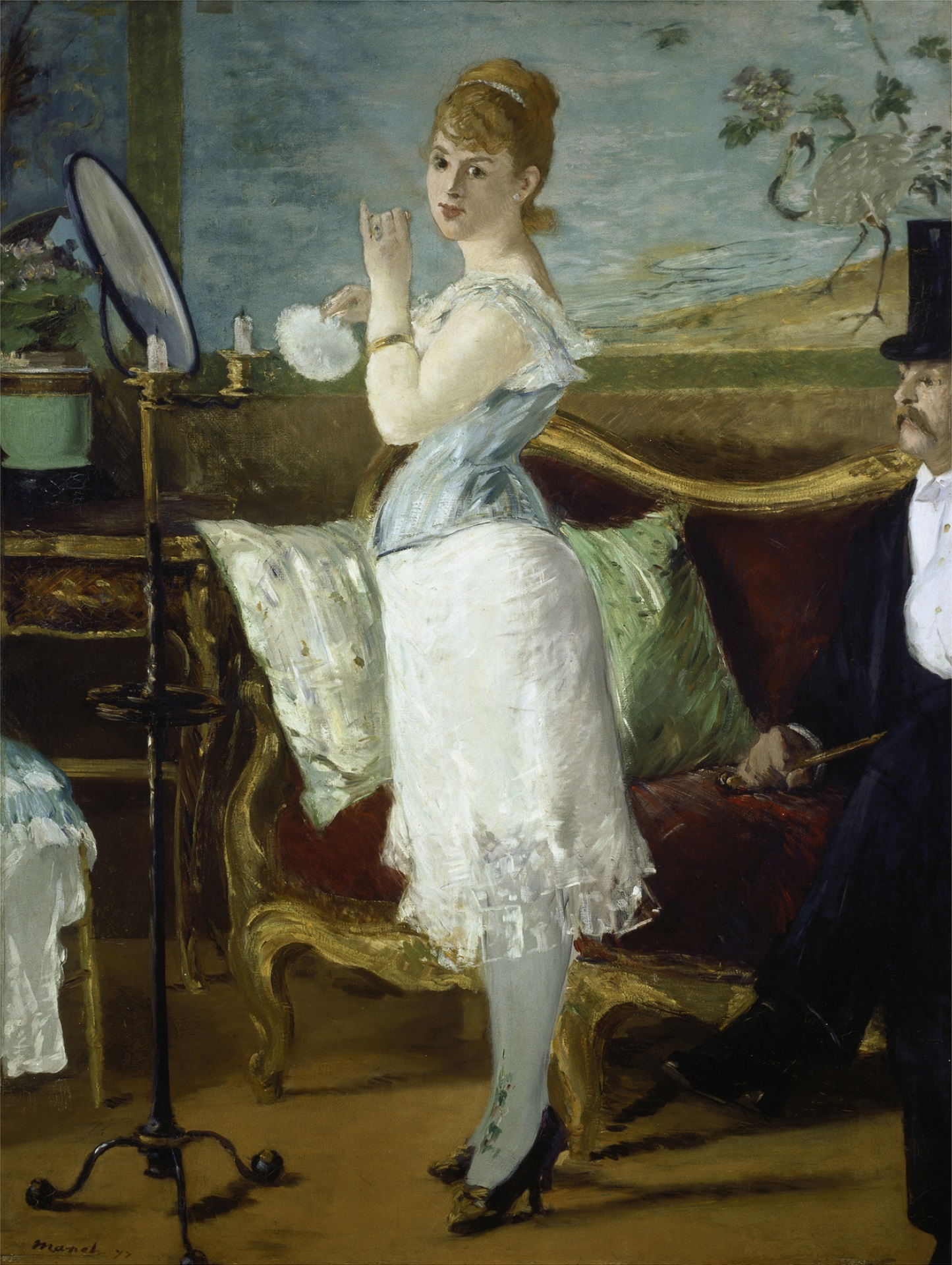
Нана. Едуар Мане

Романісти нерідко робили куртизанок героїнями своїх творів.
- Оноре де Бальзак написав роман «Блиск та злидні куртизанок». Однією з головних героїнь стала куртизанка Естер.
- Олександр Дюма-син присвятив куртизанкам роман «Дама з камеліями». Прообразом головної героїні стала його коханка, відома паризька куртизанка Марі Дюплессі. На цей сюжет композитор Джузеппе Верді 1853 року створив оперу «Травіата».
- Нана в однойменному романі Еміля Золя.
- Сатин у виконанні Ніколь Кідман — в мюзиклі «Мулен Руж!»
- Інара — куртизанка майбутнього в телесеріалі «Світляк».
- Вероніка Франко у виконанні Кетрін МакКормак в історичній мелодрамі «Чесна куртизанка».
- Куртизанка (фільм, 1972)
- Віктор Гюго — п'єса «Марьон Делорм».